# Астарта
Аста́рта (др.-греч. Ἀστάρτη, Astártē) — греческий вариант имени богини любви и власти Иштар, заимствованной греками из шумеро-аккадского пантеона через культуру финикийцев (финик. 𐤏𐤔𐤕𐤓𐤕). В северной Сирии в текстах, найденных в Угарите (современный Рас Шамра), упоминается с XIV века до н. э. как — Ашерах, Ашерат, Аштарт, Ашера, Ашират. Атаргатис (Атаргатида) — греческое искажение арамейского имени Астарты — Атаргата (ивр. עתרעתה‎ Ъатраъа́та) или Тарата. У западносемитских племён Аштарот (ивр. עַשְׁתָּרֽוֹת‎), Аштар, Ашторет (ивр. עַשְׁתֹּרֶת‎), у южносемитских Аштерт.
Её культ был известен в Израиле с X по VIII век до н. э. Наиболее часто упоминается в текстах Библии. Истоки культа уходят в древнюю Месопотамию, в которой семитские племена, касаясь религиозной традиции шумеров, восприняли ярчайшие образы главных божеств и ввели их в свой пантеон не только вследствие торговых отношений, но и «братания», сближения, необходимого для естественного взаимного сосуществования.

## Происхождение
В Месопотамии задолго до появления первых аккадских документов, написанных шумерским письмом, появляются имена царей, внесённые в список города Киша, который являлся центром семитского населения южной Месопотамии в эпоху Древних династий (с 4 т. до н. э. по 2600 г. до н. э. начала гегемонии Ура).
Семитские божества до правления Саргона (2371—2316 гг. до н. э.) входят в шумерский пантеон.
В имперскую эпоху (2380—2200 гг. до н. э.) семитская богиня Эсдар (Иштар) — Астерт — астар, что у восточных семитов означало богиня, и являлась центральной фигурой аккадского пантеона, идентично шумерской богине любви и плодородия Инанне — матери неба.
У западных семитов имя Астарта было именем собственным, определённой богини, а у южных — бога.
Нарицательный характер слова «астар» способствовал поглощению образом Иштар — Эсдар множества шумерских и хурритских богинь.
У хеттов и хуритов культ получил распространение с 2000 г. до н. э. Созвучие имени осталось в хеттском Аштарта, Ашерту.
У динамичных скифов корень имени можно увидеть в Айст — Аэр.
В Сирии получает распространение имя Атаргатис (Atargatis), где Астарта сливается с Анат.
На арамейском корень звучит Атарате, на армянском и персидском Анахит, на староарабском Аттар.
В универсальном образе богини содержались три главных формы или титула — царица, дева, мать. У аккадийцев и вавилонян Астарта называлась «самой старшей неба и земли», и являлась дочерью бога небес Анну. Подобно тому, как солнце являлось Фебом на небесах, Аполлоном на земле и Плутоном в ещё более низких слоях земли, Астарта становится богиней — матерью на небесах, Церерой и Дианой на земле, Гекатой и Прозерпиной в Гадесе. У финикийцев Астарта являлась женой бога неба Ваала. Он возглавлял круг божеств в городах Финикии и позднее имя его становится нарицательным, а не собственным, отсюда Ваал и Астарта несли обобщающее наименование всех богов и богинь Сирии, Палестины и соседних стран. Например, хурритская Нину, или Нино, стала Иштар. В Иудее Астарте, как царице небес, по словам пророка Иеремии, усердно поклонялись женщины. В текстах Угарита она упоминается как одна из главных богинь и почитается как мать богов — покровительница царей, богиня моря и изображается как обнажённая женщина, кормящая двух младенцев.

## У финикийцев
На территории Финикии она почиталась как главное женское божество. Как «Божественная мать», дающая жизнь, Мать Природа, имеющая десять тысяч имён, у разных народов была связана с плодородием, отсюда почитание Астарты, как дающей жизнь. У финикийцев была связана с Луной и Венерой. Под именем Астарты они представляли женщину с рогами, символизирующую полумесяц во время осеннего равноденствия, после поражения её мужа, побеждённого принцем тьмы, и опустившегося в Гадес через семь врат, к которым она спустилась на распростёртых крыльях. Астарта оплакивает потерю своего супруга — Таммуза, который также был её сыном, аналогично, как и Исида, оплакивала своего супруга и брата (Осириса). Астарта держит в руках крестообразный жезл, обычный крест, и плачет стоя на лунном серпе. У финикийцев Астарта была связана с «Утренней звездой» — Венерой, и рассматривалась ими как вечерняя и утренняя путеводительница. «Глаз своей богини — матери» нельзя было утратить в морском странствии. Укреплённая в виде статуи на носу корабля, Астарта сопутствовала мореплавателям. У сирийцев Астарта Гиеропольская полностью отождествлялась со сверкающей планетой и изображалась как величественная женщина, держащая в одной руке факел, а в другой — изогнутый жезл в форме креста ansata (анкх), соответствующей атрибуту египетской Исиды.
Ранее финикийцев вавилоняне поклоняются Иштар, связывая её культ с Венерой, которая была третьей в астральной триаде Солнце — Луна — Венера. Как вечерняя звезда, она олицетворяла Венеру, а как утренняя называлась Анунит — Люцифер. Иштар, Астарет, астрономически Тамти, являлась Венерой и олицетворяла море. В городе Урук она почиталась как мать, опекающая всех его жителей, а позднее халдейский Эрех. В землях Ханаана строились города, покровительницей которых являлась Астарта. Так город Аштероф — Карнаим (Телль — Аштерах), считался местопребыванием двурогой богини и был левитским. Финикийский Сидон и Бейрут были центрами поклонения Астарте, где она считалась главным женским божеством, а также являлась богиней земного плодородия, материнства и любви. Сидонские цари являлись её верховными жрецами, а их супруги — жрицами. К Астарте обращались как к госпоже — владычице царей. Считалось честью и обязанностью выстраивать для неё храм. В Иерусалимской земле существует долина Ашера, названная в честь богини.

## У египтян и хананеев
Почитание Астарты распространилось в Египте (в период нашествия гиксосов с 18 династии 1567—1320 гг. до н. э.), Малой Азии, Греции, как Афродиты — Урании, которая изображалась в окружении львов и лебедей. Арамейские тексты из Верхнего Египта показывают Астарту-Анат как супругу Яхве до монотеистической реформы[прояснить], и её культ существовал до VI века до н. э. В Ветхом Завете упоминается поклонение древних евреев «богине неба», против чего боролся пророк Иеремия. В период эллинизма происходит полное слияние Анат и Астарты, и её начинают изображать в виде обнажённой женщины с лилией или ужом (символом плодородия), либо сидящей на коне с мечом. Мемфис являлся главным центром культа. Её олицетворяли с богиней-воительницей, дочерью бога-творца Ра. Она являлась покровительницей династии фараонов. В мифах имя Астарты упоминается редко, и прямое толкование её основных функций невозможно проследить в силу многих причин. В период становления Ассиро-Вавилонской империи, наряду с развитием письменной культуры, происходило разрушение её материальных памятников вследствие бесконечных военных походов. Библиотеки, собранные в городах-государствах, уничтожались, либо изымались. Так, захват и разрушение Сирийского города Эбла (2500—2100 года до н. э.) рассматривается как разрушение центра-очага семитской цивилизации. Другой причиной являлся процесс идеологизации царской власти, который изменял форму религиозного сознания. Так, шумерский период истории охватывал около полутора тысяч лет, и завершился к началу второго тысячелетия до н. э. В древнейшем списке богов из Фары около XXVI века до н. э. присутствует имя Инанны среди шести главных мужских богов. Она побеждает чудовище Эбих, и впоследствии отождествляется с Иштар в её борьбе с Йамму. В героический век (2700—2500 гг. до н. э.) происходит окончательная централизация власти, укрепление влияния воинов-аристократов. Каждый город имеет свой пантеон богов, а главному из них строится храм.
Ядром империи царства Шумера и Аккада становится город Аккаде, в котором царь Саргон проводит религиозно административную реформу с целью консолидации государства. Его дочь Энхедуанна становится первой верховной жрицей лунного божества в Уре, и это право с того времени закрепляется за принцессой царского дома. Воинственная функция Иштар ещё более подчёркивается, и она одновременно полностью отождествляется с несущей любовь и плодородие Инанной, супругой бога неба Ану.
С 2047—2039 гг. до н. э. начинается экспансия и распространение влияния Ура на средиземноморское побережье. В XIII—XII веках до н. э. происходит миграция народов на Ближнем Востоке. Бел-Мардук становится главой пантеона богов. Правители Вавилона ставят цель перед жрецами получить новый космогонический свод «Энума Элиш», где обработанные старые мифы звучат по-иному. В этот период происходит низвержение женских богинь и их общее уменьшение роли с монополизацией власти бога Мардука. В вавилонской мифологии женские божества полностью обезличиваются. Они становятся придатками своих божественных мужей. Так, высокая роль Иштар — богини-покровительницы в знаменитом эпосе о Гильгамеше, сводится до роли совратительницы героя. Акт прямой антропоморфизации накладывал грубый отпечаток на форму культа Астарты (Иштар), что впоследствии привело к низвержению образа богини к чисто физиологической роли. В результате божественный брак царя и верховной жрицы в шумеро-аккадских городах, а позднее в ханаанских, повлёк за собой храмовую проституцию.
Иудейский царь и религиозный реформатор Иосия разрушает алтари Астарты, воздвигнутые Соломоном, и запрещает культовые действа.

## В античной традиции[2]
Плутарх называет её царицей Библа. В одной из родословных она — дочь Сирии и Кипра, жена Адониса. Также её святилище в Сидоне, её отождествляют с Селеной.

## В массовой культуре
- Именем Астарты названа греческая блэк-метал группа, состоявшая целиком из женщин.
- В драматической поэме Байрона «Манфред» Астарта — имя умершей единственной возлюбленной героя, дух которой является ему в минуту тяжелейших духовных мучений.
- В игре Fallen Lords есть игровой персонаж Астарта — богиня смерти и любви.
- Во вселенной игр Divinity Астарта — богиня из которой появился Источник, таинственная энергия, используемая колдунами Источника.
- В фильме «Царь Скорпионов 2: Восхождение воина» фигурирует Астарта — как Богиня любви и войны, правительница загробного мира.
- Во вселенной Warhammer 40 000 Астарта - учёный-генетик, которая служила Императору Человечества и создала первых космодесантников Легионес Астартес. Считается "матерью" космодесантников по аналогии с Императором Человечества - "отцом".
- В стихотворении Зинаиды Гиппиус «Богиня» (Что мне делать с тайной лунной?): (...) О, Астарта! Я прославлю / Власть твою без лицемерья, / Дай мне крылья! Я расправлю / Их сияющие перья (…)

## В астрономии
- В честь Астарты назван астероид (672) Астарта, открытый в 1908 году.